# Kano (Nigeria)
Pour les articles homonymes, voir Kano.
Pour les articles ayant des titres homophones, voir Cano, Canot et Canaux.
Kano est la deuxième ville du Nigeria par la population. Située dans le nord du pays, elle est la capitale de l'État de Kano. C'est un émirat.

## Histoire

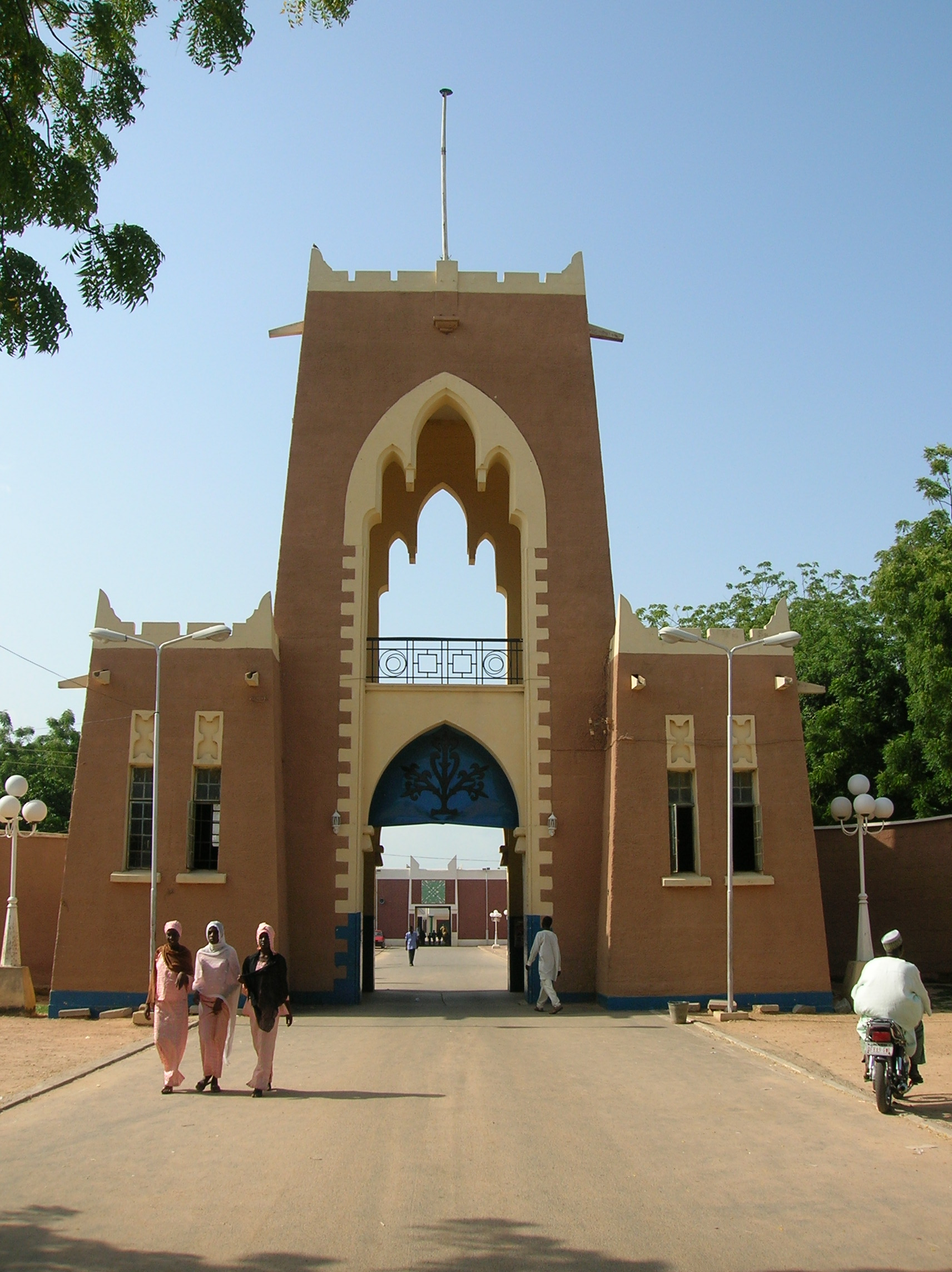
Portail du palais de l'émir de Kano.

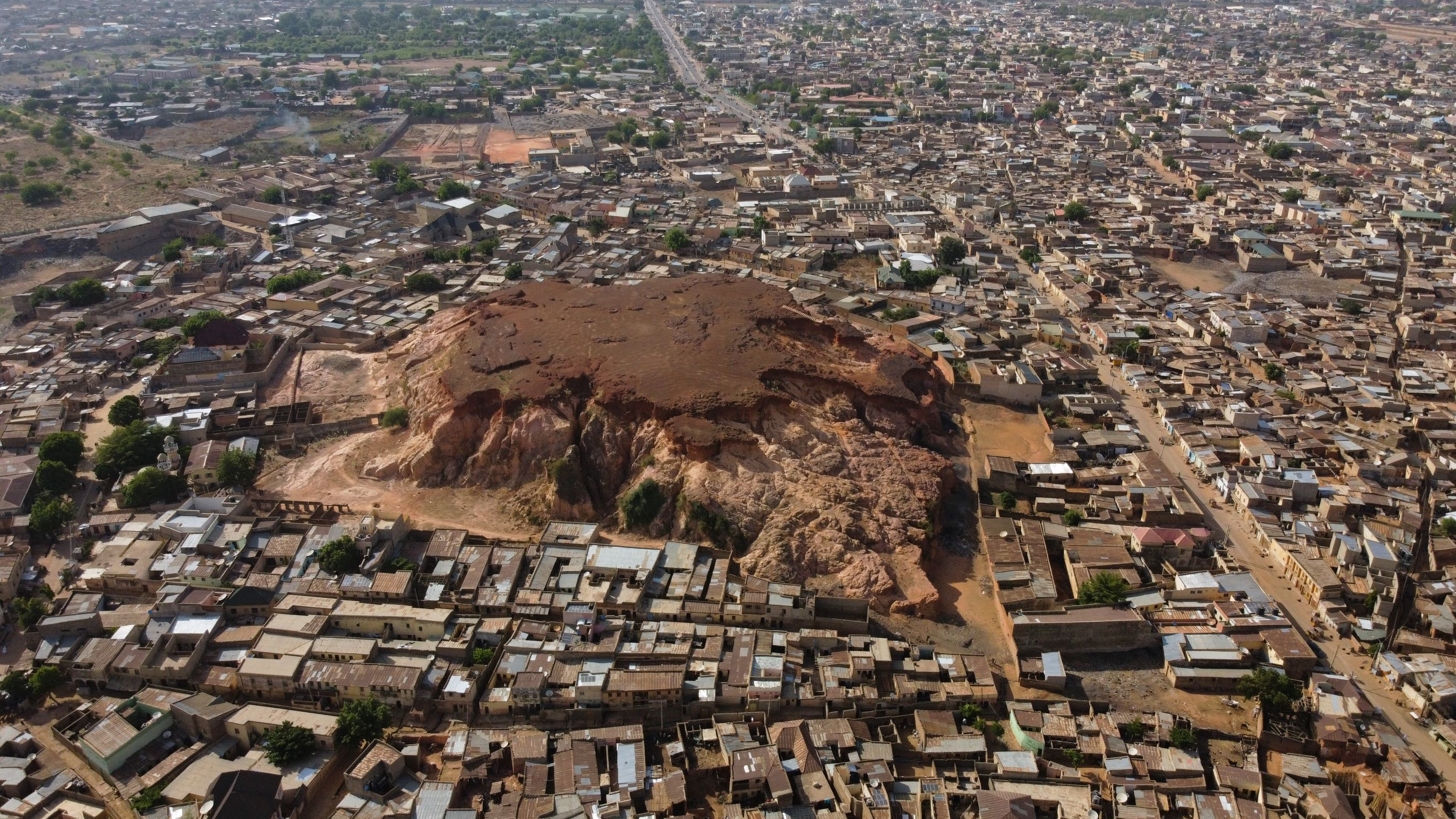
La colline Dala, où l'histoire raconte que la ville de Kano a commencé. Juin 2022.

Située dans une région peuplée depuis le VIe siècle, la ville a été fondée vers l'an 1000 en tant que cité-état haoussa indépendante. À la croisée de plusieurs routes caravanières trans-sahariennes, Kano prospéra grâce au commerce d'or, de cuir, d'ivoire, de sel, d'esclaves, etc.
L'islam est introduit au XIVe siècle par les marchands et dès le XVe siècle, la première grande mosquée est érigée. La ville connaît son apogée au XVIe siècle.
Au début du XIXe siècle, le chef islamique peul Usman dan Fodio dirige un jihad contre Kano, prend la ville et met à sa tête Sulaiman qui fonde la dynastie des émirs de Kano.
D'après l'explorateur allemand Heinrich Barth qui y séjourna en 1851, cité par Edmund Dene Morel dans un de ses écrits journalistiques rapporté par Jules Marchal : « la province de Kano, avec son maïs et son cheptel pour l'alimentation de la population et son coton pour l'industrie, est le jardin de l'Afrique Centrale ; Kano doit être une des plus heureuses places du monde parce que sa grande industrie cotonnière n'y est pas le fait d'établissements gigantesques, mais de travail à domicile fournissant besogne et revenu aux familles. Morel y ajoute que les produits des tisserands et des teinturiers de Kano dépassent tout ce que Manchester peut produire. Il qualifie Kano de grande ville vibrant d'une force vitale industrielle unique en Afrique, entourée d'un mur de 15 milles, avec une population flottante évaluée à deux millions d'hommes, venant des coins les plus reculés de l'Afrique du Nord et de l'Est ».
Le 7 février 1903, alors que Alu, le septième émir de Kano, est en voyage à Sokoto, une force armée britannique de 800 hommes s'empare de la ville pour l'intégrer au protectorat du Nigeria du Nord. Kano perd alors son influence politique au profit de Kaduna et ne la retrouve en partie qu'en 1967, quand le gouvernement indépendant crée l’État de Kano.
Kano connaît ensuite, à la fin du XXe siècle et début du XXIe siècle, un développement significatif, aidé par la mise en place d'infrastructures routières (qui débouchent quelquefois sur des allées terreuses), la construction de nouveaux lotissements ou «nouvelles villes» et l'essor du commerce et de l'agriculture dans la région,,.
La Gongony company ltd y a installé un des principaux sites de production du Bint el Sudan.

## Enseignement supérieur
La Bayero University Kano a été fondée en 1962.

## Lieux de culte
Parmi les lieux de culte, il y a principalement des mosquées musulmanes . Il y a aussi des églises et des temples chrétiens : Église du Nigeria (Communion anglicane), Presbyterian Church of Nigeria (Communion mondiale d'Églises réformées), Convention baptiste nigériane (Alliance baptiste mondiale), Living Faith Church Worldwide, Redeemed Christian Church of God, Assemblées de Dieu, Diocèse de Kano (Église catholique).

## Transports
Deux routes transafricaines traversent Kano:
- Route transsaharienne, Alger (Algérie) — Lagos (Nigeria);
- Route trans-sahélienne, Dakar (Sénégal) — N'Djaména (Tchad).

La ville est reliée par le transport aérien avec l’Aéroport international Mallam Aminu Kano.

## Personnalités liées à Kano
- Dorugu (vers 1840-1912), auteur d'une autobiographie qui est le premier texte imprimé en haoussa, a vécu à Kano.
- Richard Ali (1984-), écrivain, avocat et éditeur nigérian, est né à Kano.
- Aliko Dangote et Sani Dangote, hommes d'affaires nigérians, nés à Kano et fils de commerçants de cette ville.
- Rabiu Kwankwaso, né en 1956 à proximité de Kano, fut gouverneur de Kano, à l'origine d'extensions de la ville.
- Otobong Nkanga, artiste née en 1974 à Kano
- Balaraba Ramat Yakubu, femme de lettres née en 1959 à Kano.
- Bilkisu Yusuf, journaliste nigériane active dans le mouvement #Bring Back our Girls a fait ses études secondaires à Kano
- Ado Bayero, émir de Kano de 1963 à 2014
- Sanusi Lamido Sanusi, économiste et homme politique et religieux nigérian, émir de Kano de 2014 à 2020
- Abdullahi Umar Ganduje, homme politique et gouverneur de l'État de Kano depuis 2015